# Pintac
 Pintac  es una comuna y población de Francia, en la región de Mediodía-Pirineos, departamento de Altos Pirineos, en el distrito de Tarbes y cantón de Bordères-sur-l'Échez.
Su población en el censo de 1999 era de 27 habitantes.
No está integrada en ninguna Communauté de communes.

## Demografía
| 35 | 47 | 34 | 33 | 24 | 27 |
| Para los censos de 1962 a 1999 la población legal corresponde a la población sin duplicidades (Fuente: INSEE [Consultar]) |    |    |    |    |    |